# Atractotomus
Genre
Atractotomus est un genre d'insectes hétéroptères prédateurs de la famille des Miridae, dont les larves et les adultes ont pour proies principalement les acariens, les psylles, les pucerons et les thrips sur les arbres fruitiers, la vigne, et les cultures légumières.

## Espèces rencontrées en Europe
- Atractotomus amygdali Wagner, 1960
- Atractotomus brunomassai Carapezza, 1982
- Atractotomus kolenatii (Flor, 1860)
- Atractotomus magnicornis (Fallén, 1807)
- Atractotomus mali (Meyer-Dür, 1843)
- Atractotomus marcoi Carapezza, 1982
- Atractotomus morio J. Sahlberg, 1883
- Atractotomus parvulus Reuter, 1878
- Atractotomus persquamosus Seidenstücker, 1961
- Atractotomus rhodani Fieber, 1861